# 科尔登 (纽约州)
科尔登（英語：Colden）是位于美国纽约州伊利县的一个镇，地处伊利县南部、布法罗东南。2010年美国人口普查时，该镇有3265人。科尔登县建于1827年，其名称源于州参议员约翰·卡德瓦拉德·科尔登（John Cadwallader Colden）。